# International Thriller Award
Der International Thriller Award ist ein internationaler Literaturpreis für die zu den Kriminalromanen zählende Gattung Thriller. Die Auszeichnung wird jährlich von der „The International Thriller Writers Inc.“ (ITW) verliehen. Die Organisation bezeichnet sich selbst als The First Organization for Thriller Writers. Sie wurde anlässlich eines Treffens auf der Bouchercon World Mystery and Suspense Conference in Toronto, Kanada am 9. Oktober 2004 von einer Reihe namhafter Schriftsteller gegründet. Co-Präsidenten wurden Gayle Lynds und David Morrell. Mitglieder der Organisation können professionelle, in englischer Sprache schreibende Autoren aus aller Welt werden.
Die Auszeichnung selbst wird in verschiedenen Kategorien auf dem International Fest of Thrillers vergeben; zusätzlich wird jährlich ein so genannter „Thrillermaster Award“ vergeben – ähnlich dem Grand Master Award der Mystery Writers of America (MWA) – für die besonderen Verdienste um den „Thriller“. Die erste Preisverleihung erfolgte am 1. Juli 2006 in Phoenix (Arizona). 2013 gab es eine Erweiterung der Kategorien um die Auszeichnungen Best Young Adult Novel und Best e-book Original Novel, ab 2022 die neue Kategorie Best Audio Book.

## Kategorien
| Kategorie                                                               | Originaltitel                 | verliehen seit |
| ----------------------------------------------------------------------- | ----------------------------- | -------------- |
| Bester Roman                                                            | Best Novel                    | 2006           |
| Bester Erstlingsroman                                                   | Best First Novel              | 2006           |
| Bester Roman als Originaltaschenbuch                                    | Best Paperback Original       | 2006           |
| Beste Kurzgeschichte                                                    | Best Short Story              | 2009           |
| Bestes Drehbuch                                                         | Best Screenplay               | 2006           |
| Thrillermeister (für besondere Verdienste um die Romangattung Thriller) | Thrillermaster Award          | 2006           |
| Silver Bullett Award                                                    | Silver Bullett Award          | 2008           |
| Silver Bullet Corporate Award                                           | Silver Bullet Corporate Award | 2009           |
| True Thriller Award                                                     | True Thriller Award           | 2010           |
| Bestes Buch für junge Erwachsene                                        | Best Young Adult Novel        | 2013           |
| Bestes Original e-book                                                  | Best e-book Original Novel    | 2013           |
| Bestes Hörbuch                                                          | Best Audio Book               | 2022           |

### Bester Roman – Best Novel
| Jahr | Preisträger       | Originaltitel Verlag, Ort Jahr 1                        | Deutscher Titel Verlag, Ort Jahr 1                   |
| 2006 | Christopher Reich | The Patriots Club Delacorte Press, New York 2005        |                                                      |
| 2007 | Joseph Finder     | Killer Instinct St. Martin’s Press, New York 2006       | Masterplan Heyne, München 2007                       |
| 2008 | Robert Harris     | The Ghost Simon & Schuster, New York 2007               | Ghost Heyne, München 2007                            |
| 2009 | Jeffery Deaver    | The Bodies Left Behind Simon & Schuster, New York 2008  | Nachtschrei Blanvalet, München 2010                  |
| 2010 | Lisa Gardner      | The Neighbor Bantam Books, New York 2009                | Ohne jede Spur rororo, Reinbek 2011                  |
| 2011 | John Sandford     | Bad Blood G. P. Putnam Son's, New York 2010             |                                                      |
| 2012 | Stephen King      | 11/22/63 Scribner, New York 2011                        | Der Anschlag Heyne, München 2011                     |
| 2013 | Brian Freeman     | Spilled Blood Silver Oak, New York 2012                 |                                                      |
| 2014 | Andrew Pyper      | The Demonogolist Simon & Schuster, New York 2013        |                                                      |
| 2015 | Megan Abbott      | The Fever Little, Brown and Company, New York 2014      |                                                      |
| 2016 | Ian Caldwell      | The Fifth Gospel Simon & Schuster, New York 2015        | Das geheime Evangelium Rütten & Loening, Berlin 2016 |
| 2017 | Noah Hawley       | Before the Fall Grand Central Publishing, New York 2016 | Vor dem Fall Goldmann, München 2016                  |
| 2018 | Riley Sager       | Final Girls Dutton, New York 2018                       | Final Girls dtv, München 2018                        |
| 2019 | Jennifer Hillier  | Jar of Hearts Minotaur Books, New York 2018             | Liebe mich, töte mich Penguin, München 2020          |
| 2020 | Adrian McKinty    | The Chain Mulholland Books, New York 2019               |                                                      |
| 2021 | S. A. Cosby       | Blacktop Wasteland Flatiron Books, New York 2021        | Blacktop Wasteland Ars Vivendi, Cadolzburg 2021      |
| 2022 | S. A. Cosby       | Razorblade Tears Flatiron Books, New York 2022          | Die Rache der Väter Ars Vivendi, Cadolzburg 2022     |

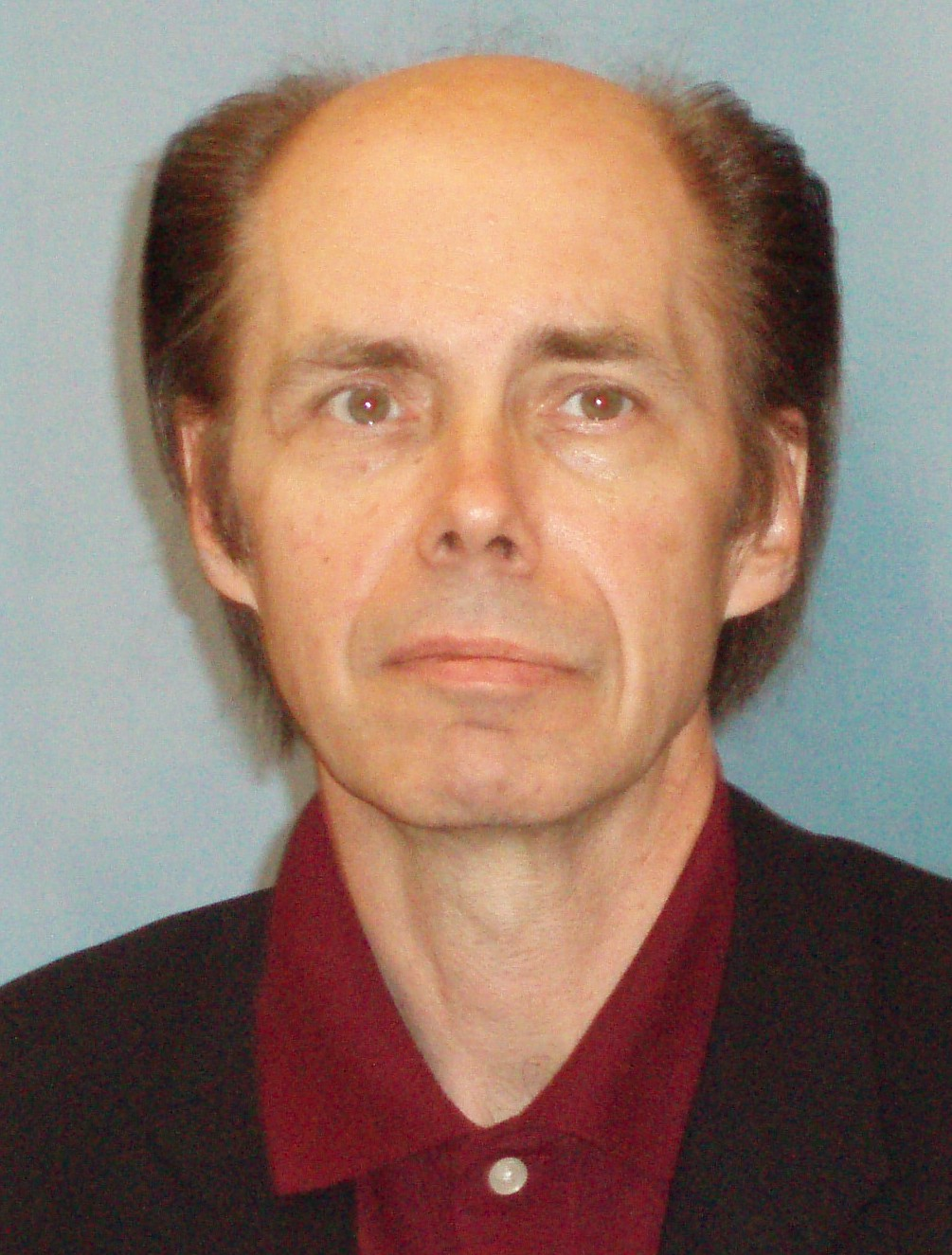
Jeffery Deaver, Preisträger 2009

1 = Verlags- und Jahresangaben beziehen sich auf die Original- bzw. deutschen Erstausgaben

### Bester Erstlingsroman – Best First Novel
| Jahr | Preisträger               | Originaltitel Verlag, Ort Jahr 1                         | Deutscher Titel Verlag, Ort Jahr1              |
| 2006 | Adam Fawer                | Improbable Delacorte Press, New York 2005                | Null Kindler, Reinbek 2005                     |
| 2007 | Nick Stone                | Mr. Clarinet Michael Joseph Ltd/Penguin, New York 2006   | Voodoo Goldmann, München 2007                  |
| 2008 | Joe Hill                  | Heart-Shaped Box William Morrow, New York 2007           | Blind Heyne, München 2008                      |
| 2009 | Tom Rob Smith             | Child 44 Windsor, Bath 2008                              | Kind 44 DuMont, Köln 2008                      |
| 2010 | Jamie Freveletti          | Running from the Devil William Morrow, New York 2009     | Lauf Ullstein, Berlin 2009                     |
| 2011 | Chevy Stevens             | Still Missing St. Martin's Press, New York 2010          | Kein Entkommen Fischer, Frankfurt am Main 2011 |
| 2012 | Paul McEuen               | Spiral Dial Press, New York 2011                         | Spiral Scherz, Frankfurt am Main 2010          |
| 2013 | Matthew Quick             | The 500 Little, Brown & Co., New York 2012               | Die 500 Blessing, München 2012                 |
| 2014 | Jason Matthews            | Red Sparrow Scribner, New York 2013                      | Operation Red Sparrow Goldmann, München 2015   |
| 2015 | Laura McHugh              | The Weight of Blood Spiegel & Grau, New York 2014        | Die Schwere des Blutes Limes, München 2016     |
| 2016 | Brian Panovich            | Bull Mountain G. P. Putnam's Sons, New York 2016         | Bull Mountain Suhrkamp, Berlin 2016            |
| 2017 | Nick Petrie               | The Drifter G. P. Putnam's Sons, New York 2016           |                                                |
| 2018 | K. J. Howe                | The Freedom Broker Quercus, New York 2018                | Die falsche Geisel Piper, München 2018         |
| 2019 | C. J. Tudor               | The Chalk Man Crown Publishing Group, New York 2018      | Der Kreidemann Goldmann, München 2019          |
| 2020 | Angie Kim                 | Miracle Creek Farrar, Straus and Giroux, Danvers/MA 2019 | Miracle Creek Hanserblau, München 2019         |
| 2021 | David Heska Wanbli Weiden | Winter Counts Ecco, New York 2019                        | Winter Counts Polar, Stuttgart 2022            |
| 2022 | Amanda Jayatissa          | My Sweet Girl Berkley, New York 2021                     |                                                |

1 = Verlags- und Jahresangaben beziehen sich auf die Original- bzw. deutschen Erstausgaben

### Bester Roman als Originaltaschenbuch – Best Paperback Original
(keine Verleihung 2009)
| Jahr | Preisträger      | Originaltitel Verlag, Ort Jahr 1                      | Deutscher Titel Verlag, Ort Jahr 1              |
| 2006 | R. Cameron Cooke | Pride Runs Deep Jove, New York 2005                   |                                                 |
| 2007 | P. J. Parrish    | An Unquiet Grave Pinnacle, New York 2006              |                                                 |
| 2008 | Tom Piccirilli   | The Midnight Road Bantam Books, New York 2007         | Schmerz Heyne, München 2009                     |
| 2010 | Tom Piccirilli   | The Coldest Mile Bantam Books, New York 2006          |                                                 |
| 2011 | J. T. Ellison    | The Cold Room Mira, Don Mills/Ont. 2010               |                                                 |
| 2012 | Jeff Abbott      | The Last Minute Sphere, London 2011                   | Die letzte Minute Heyne, München 2013           |
| 2013 | Sean Doolittle   | Lake Country Bantam Books, New York 2013              |                                                 |
| 2014 | Jennifer McMahon | The One I Left Behind William Morrow, New York 2013   | Das 5. Opfer Weltbild, Augsburg 2013            |
| 2015 | Vincent Zandri   | Moonlight Weeps Down & Out Books, Lutz/FL 2014        |                                                 |
| 2016 | John Gilstrap    | Against all Enemies Pinnacle Books, New York 2015     |                                                 |
| 2017 | Anne Frasier     | The Body Reader Thomas & Mercer, Seattle 2016         | Ich bin nicht tot Heyne, München 2017           |
| 2018 | Christine Bell   | Grievance Lake Union Publishing, Seattle 2017         | Ich bin nicht tot Heyne, München 2017           |
| 2019 | Jane Harper      | The Lost Man Pan Macmillan Australia, Sydney 2018     | Zu Staub Rowohlt TB, Hamburg 2021               |
| 2020 | Dervla McTiernan | The Scholar Penguin Books, New York 2019              |                                                 |
| 2021 | John Marrs       | What Lies Between Us Thomas & Mercer, Seattle/WA 2020 | Wenn Schweigen tötet Edition M, Luxembourg 2021 |
| 2022 | Jess Lourey      | Bloodline Thomas & Mercer, Seattle/WA 2020            |                                                 |

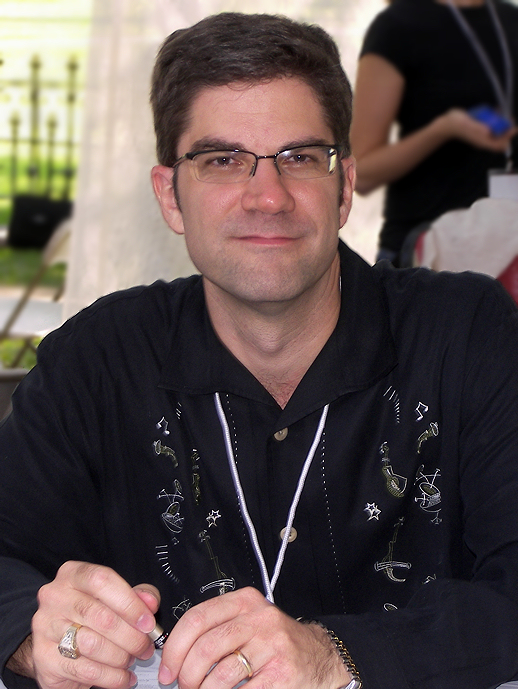
Jeff Abbott, Preisträger 2012

1 = Verlags- und Jahresangaben beziehen sich auf die Original- bzw. deutschen Erstausgaben

### Beste Kurzgeschichte – Best Short Story

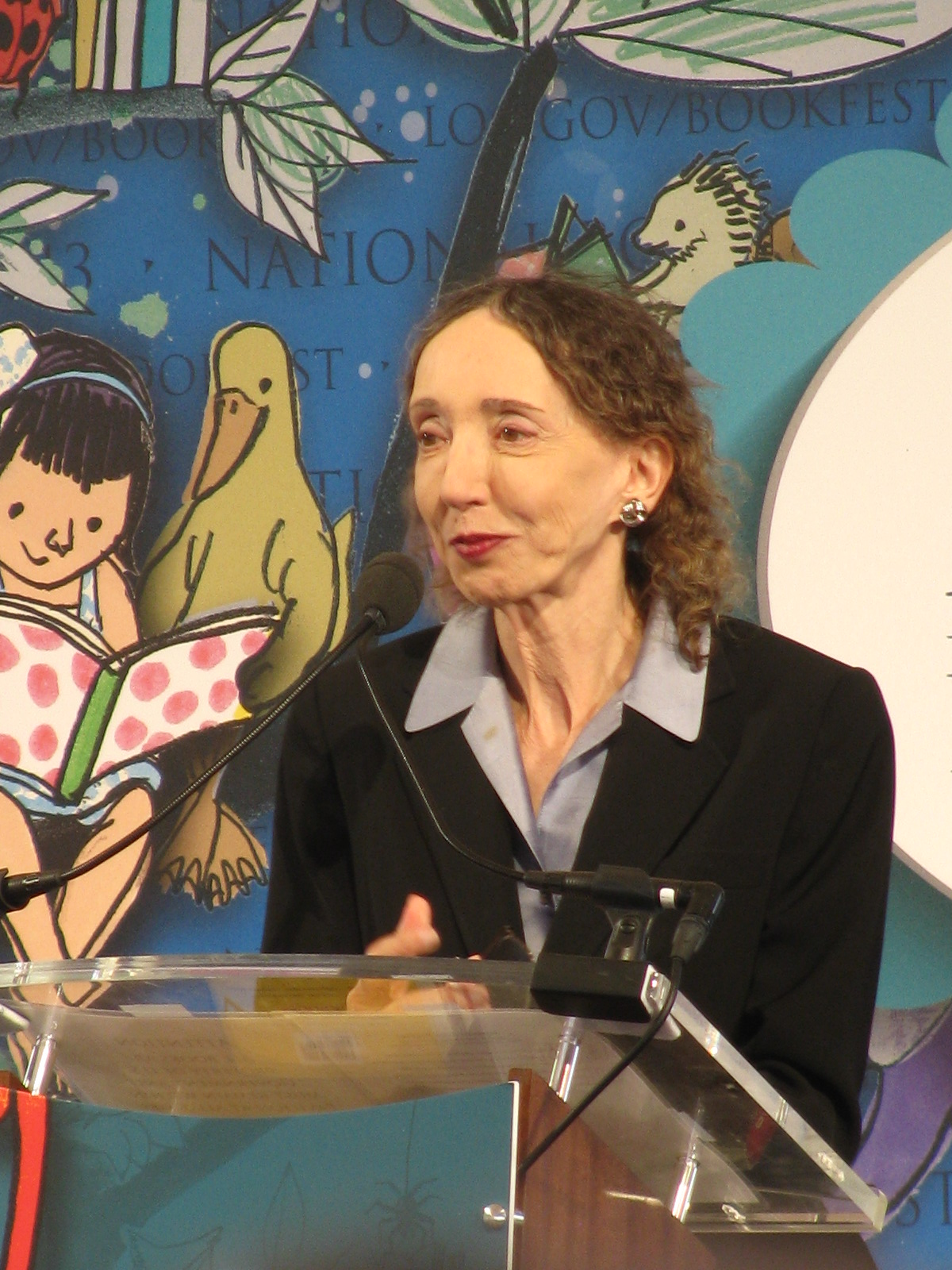
Joyce Carol Oates (im September 2013), Preisträgerin 2016 + 2017

| Jahr | Preisträger          | Kurzgeschichtentitel                     | Anthologie (Verlag)                                                                   |
| ---- | -------------------- | ---------------------------------------- | ------------------------------------------------------------------------------------- |
| 2009 | Alexandra Sokoloff   | The Edge of Seventeen                    | The Darker Mask Hrsg.: Gary Phillips & Christopher Chambers. Tor Books, New York 2008 |
| 2010 | Twist Phelan         | A Stab in the Heart                      | Ellery Queen’s Mystery Magazine Februar 2009                                          |
| 2011 | Richard Helms        | The God for Vengeance Cry                | Ellery Queen’s Mystery Magazine November 2010                                         |
| 2012 | Tim L. Williams      | Half-Lives                               | Ellery Queen’s Mystery Magazine März/April 2011                                       |
| 2013 | John Rector          | Lost Things                              | Thomas & Mercer, Seattle/Washington 2012                                              |
| 2014 | Twist Phelan         | Footprints in the Water                  | Ellery Queen’s Mystery Magazine Juli 2013                                             |
| 2015 | Tim L. Williams      | The Last Wrestling Bear in West Kentucky | Ellery Queen’s Mystery Magazine September/Oktober 2014                                |
| 2016 | Joyce Carol Oates    | Gun Accident: An Investigation           | Ellery Queen’s Mystery Magazine Juli 2015                                             |
| 2017 | Joyce Carol Oates    | Big Momma                                | Ellery Queen’s Mystery Magazine März/April 2016                                       |
| 2018 | Zoë Z. Dean          | Charcoal and Cherry                      | Ellery Queen’s Mystery Magazine Mai/Juni 2017                                         |
| 2019 | Helen Smith          | Nana                                     | Killer Woman: Crime Club Anthology #2: The Body März/April 2017                       |
| 2020 | Tara Laskowski       | The Long-Term Tenant                     | Ellery Queen Mystery Magazine                                                         |
| 2021 | Alan Orloff          | Rent Due                                 | Down & Out Books                                                                      |
| 2022 | Scott Loring Sanders | The Lemonade Stand                       | Ellery Queen’s Mystery Magazine                                                       |

### Bestes Drehbuch – Best Screenplay
(keine Verleihung seit 2008)
| Jahr | Preisträger    | Film                        | Deutscher Titel |
| 2006 | Michael Haneke | Caché (USA-Verleih: Hidden) | Caché           |
| 2007 | Eric Roth      | The Good Shepherd           | Der gute Hirte  |

### Thrillermeister – Thrillermaster Award

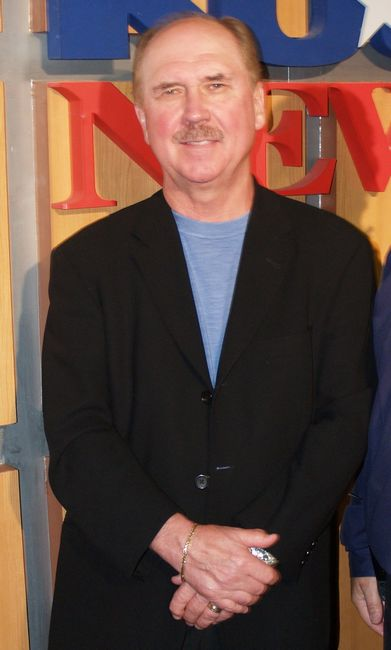
David Morrell, Preisträger des Thriller Master Award 2009

| Jahr | Preisträger         | Jahr | Preisträger     | Jahr | Preisträger                          |
| ---- | ------------------- | ---- | --------------- | ---- | ------------------------------------ |
| 2006 | Clive Cussler       | 2007 | James Patterson | 2008 | Sandra Brown                         |
| 2009 | David Morrell       | 2010 | Ken Follett     | 2011 | R. L. Stine                          |
| 2012 | Jack Higgins        | 2013 | Anne Rice       | 2014 | Scott Turow                          |
| 2015 | Nelson DeMille      | 2016 | Heather Graham  | 2017 | Lee Child                            |
| 2018 | George R. R. Martin | 2019 | John Sandford   | 2022 | Frederick Forsyth und Diana Gabaldon |

### Silver Bullett Award

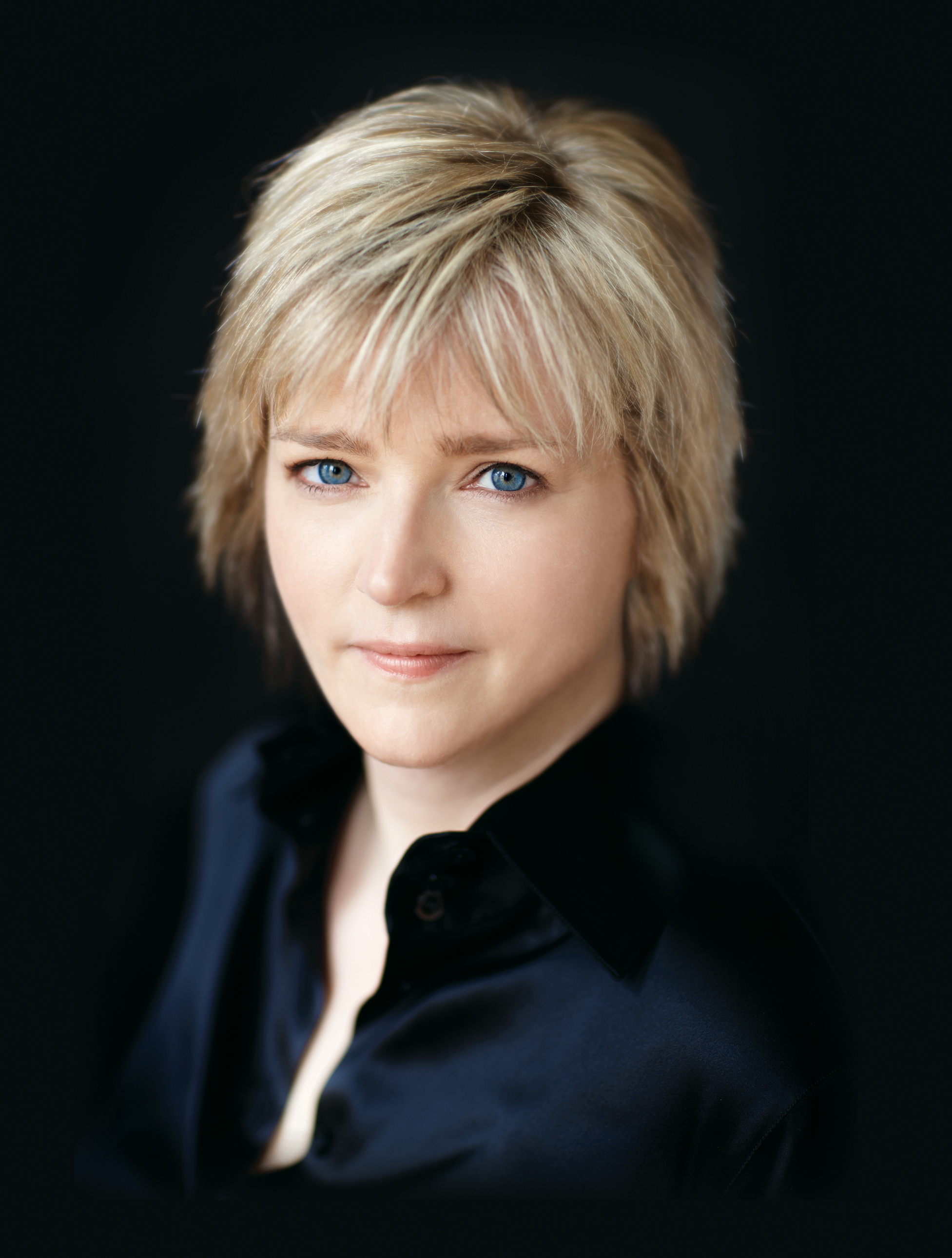
Karin Slaughter (2012), Silver Bullet-Preisträgerin 2011

| Jahr | Preisträger               | Jahr | Preisträger             | Jahr | Preisträger     |
| ---- | ------------------------- | ---- | ----------------------- | ---- | --------------- |
| 2008 | Macy’s and David Baldacci | 2009 | Brad Meltzer            | 2010 | Linda Fairstein |
| 2011 | Karin Slaughter           | 2012 | Richard North Patterson | 2013 | Steve Berry     |
| 2014 | Brenda Novak              | 2015 | Kathy Reichs            | 2016 | John Lescroart  |
| 2017 | Lisa Gardner              | 2018 | James Rollins           | 2019 | Harlan Coben    |

### Silver Bullett Corporate Award
| Jahr | Preisträger                        | Jahr | Preisträger | Jahr | Preisträger |
| ---- | ---------------------------------- | ---- | ----------- | ---- | ----------- |
| 2009 | Dollar General Literacy Foundation | 2010 | US Airways  |      |             |

### True Thriller Award
| Jahr | Preisträger | Jahr | Preisträger   | Jahr | Preisträger |
| ---- | ----------- | ---- | ------------- | ---- | ----------- |
| 2010 | Mark Bowden | 2011 | Joe McGinniss | 2012 | Ann Rule    |

### Bestes Buch für junge Erwachsene – Best Young Adult Novel
| Jahr | Preisträger        | Originaltitel Verlag, Ort Jahr 1                                       | Deutscher Titel Verlag, Ort Jahr1          |
| 2013 | Dan Krokos         | False Memory Hyperion Books, New York 2012                             |                                            |
| 2014 | Christin Terrill   | All Our Yesterdays Hyperion Books, New York 2013                       | Zeitsplitter – Die Jägerin Boje, Köln 2014 |
| 2015 | Elle Cosimano      | Nearly Gone Kathy Dawson Books, New York 2014                          |                                            |
| 2016 | Michelle Painchaud | Pretending to be Erica Viking Books, New York 2015                     |                                            |
| 2017 | A. J. Hartley      | Steeplejack Tor Teen, New York 2016                                    |                                            |
| 2018 | Gregg Hurwitz      | The Rains Tor Teen, New York 2016                                      |                                            |
| 2019 | Teri Bailey Black  | Steeplejack Tor Teen, New York 2018                                    |                                            |
| 2020 | Tom Ryan           | Keep This To Yourself Albert Whitman & Company, Chicago, Illinois 2019 |                                            |
| 2021 | Andrea Contos      | Throwaway Girls Kids Can Press, Toronto/Ontario 2020                   |                                            |
| 2022 | Courtney Summers   | The Project Wednesday Books, New York 2021                             |                                            |

### Bestes Original e-book – Best e-book Original Novel
| Jahr | Preisträger      | Originaltitel Verlag, Ort Jahr 1                                  | Deutscher Titel Verlag, Ort Jahr1                    |
| 2013 | C J Lyons        | Blind Faith Minotaur Books, New York 2012                         | Tot ist nur, wer vergessen ist LYX Egmont, Köln 2013 |
| 2014 | Rebecca Cantrell | The World Beneath Forge, New York 2014                            |                                                      |
| 2015 | C J Lyons        | Hard Fall Legacy Books, Riverton/Utah 2014                        |                                                      |
| 2016 | Chris Kuzneski   | The Prisoner’s Gold Michigan Brilliance Audio, Grand Haven 2016   |                                                      |
| 2017 | James Scott Bell | Romeo’s Way Compendium Press, 2016                                |                                                      |
| 2018 | Sean Black       | Second Chance Sean Black Digital, 2017                            |                                                      |
| 2019 | Alan Orloff      | Pray for the Innocent Tantor Media, Old Saybrook/Connecticut 2019 |                                                      |
| 2020 | Kerry Wilkinson  | Close To You Bookouture, London 2019                              |                                                      |
| 2021 | Jeff Buick       | A Killing Game Novel Words Inc., Calgary/Alberta, 2019            |                                                      |
| 2022 | E. J. Findorff   | Blood Parish E. J. Findorff, 2021                                 |                                                      |

### Bestes Hörbuch – Best Audio Book
| Jahr | Preisträger | Originaltitel Verlag, Ort Jahr, Leser/in1                                      | Deutscher Titel Verlag, Ort Jahr1 |
| 2022 | S. A. Cosby | Razorblade Tears Macmillan Audio, New York 2021 Gelesen von Adam Lazarre-White |                                   |